# Philipp Dengel

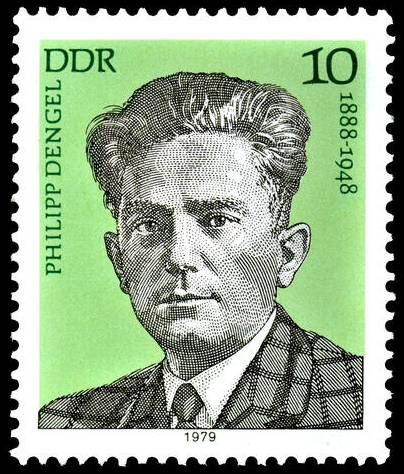
Philipp Dengel auf einer Sondermarke der Deutschen Post der DDR aus dem Jahr 1979

Philipp Dengel (* 15. Dezember 1888 in Ober-Ingelheim; † 28. März 1948 in Berlin) war ein kommunistischer Politiker und Journalist. Er vertrat die KPD in der Weimarer Republik als Abgeordneter im Reichstag.

## Leben

### Frühe Jahre
Philipp Dengel wurde als Sohn eines Winzers geboren und besuchte zunächst das Realgymnasium in Mainz. Er studierte anschließend bis 1911 Philosophie und Geschichte an den Universitäten Mainz und Gießen. 1911 trat er der SPD bei. Bis 1913 war er als Lehrer an einer Heidelberger Privatschule tätig. Im Anschluss wurde Dengel zum Wehrdienst eingezogen, war bis 1918 beim Militär und wurde zum Leutnant befördert.

### Novemberrevolution
Dengel schloss sich dem bayerischen Ministerpräsidenten Kurt Eisner an und vertrat den Freistaat Bayern als Gesandter in Berlin. Im Zuge der Novemberrevolution arbeitete Dengel an verschiedenen von Arbeiterräten publizierten Zeitungen mit und trat im März 1919 der KPD bei, wo er zunächst als Redakteur der Roten Fahne tätig war. Zur Zeit der Niederschlagung des Kapp-Putsches war Dengel Mitglied der KPD-Abspaltung KAPD, die er nach einer Reise in die Sowjetunion und einem Zusammentreffen mit Lenin wieder verließ. 1922 übernahm er die Leitung der KPD-Tageszeitung Sozialistische Republik in Köln und wurde Mitglied der KPD-Bezirksleitung Mittelrhein. 1923 wurde er Redakteur bei der Hamburger Volkszeitung und nahm im Oktober des gleichen Jahres am Hamburger Aufstand teil.

### Reichstagsabgeordneter
Nachdem sich der „linke Flügel“ parteiintern 1924 durchgesetzt hatte, fungierte Dengel zeitweise als Politleiter der Bezirke Wasserkante in Hamburg und Niederrhein. Er wurde im Mai 1924 in den Reichstag gewählt, welchem er bis 1930 ununterbrochen angehörte. 1925 auch Mitglied des Zentralkomitees, unterstützte Dengel den Offenen Brief Stalins der zur Entmachtung der bisherigen Vorsitzenden Arkadi Maslow und Ruth Fischer führte. Daraufhin übernahmen am 1. September 1925 Ernst Thälmann und Dengel de facto die Führung von den entmachteten Fischer und Maslow und bildeten zusammen mit Ottomar Geschke das neue Sekretariat. Dengel wurde Mitglied des Politbüros und ZK-Sekretär der Partei. Auf dem VI. Weltkongress der Komintern 1928 in Moskau wurde er zusätzlich ins Exekutivkomitee und ins Präsidium der Komintern gewählt. Später lehrte er an der Internationalen Lenin-Schule in Moskau.
Während der Wittorf-Affäre im Oktober 1928 entzweiten sich Dengel und Thälmann, da ersterer nach dem Bekanntwerden der Korruptionsvorwürfe gegen Thälmann dessen zeitweilige Absetzung unterstützte. Aus diesem Grunde wurde Dengel nach der Wiedereinsetzung Thälmanns auf dem KPD-Parteitag 1929 nur noch ins ZK gewählt und verlor seine übrigen Ämter sowie zur Reichstagswahl 1930 auch sein Reichstagsmandat.

### Tätigkeit für die Komintern
In den Folgejahren war er im Kominternapparat tätig und zumeist in Moskau, zeitweilig auch in Schweden ansässig. Im Lutetia-Kreis (1935–36) wirkte er mit am Versuch, eine Volksfront gegen die Diktatur unter Hitler zu schaffen. Er zählte zu den Unterzeichnern des Aufrufs an das deutsche Volk des Kreises. 1936 wurde er wieder in die Parteiarbeit der KPD eingebunden und 1939 wieder ins ZK gewählt, ohne in der Partei eine größere Rolle zu spielen. Dengel war durch einen Schlaganfall 1941 gesundheitlich stark angeschlagen. 1944 wurde er Mitglied des Nationalkomitee Freies Deutschlands. Der schwererkrankte Dengel kehrte 1947 nach Berlin zurück, wo er im Folgejahr starb.

## Ehrungen
Die Deutsche Post der DDR gab 1979 zu seinen Ehren eine Sondermarke in der Serie Persönlichkeiten der deutschen Arbeiterbewegung heraus.